# Медебах
Медебах (нім. Medebach) — місто в Німеччині, знаходиться в землі Північний Рейн-Вестфалія. Підпорядковується адміністративному округу Арнсберг. Входить до складу району Гохзауерланд.
Площа — 126,05 км². Населення становить 7987 ос. (станом на 31 грудня 2020).

## Географія

### Сусідні міста та громади
Медебах межує з 4 містами / громадами:
- Корбах
- Ліхтенфельс
- Віллінген
- Вінтерберг

## Галерея

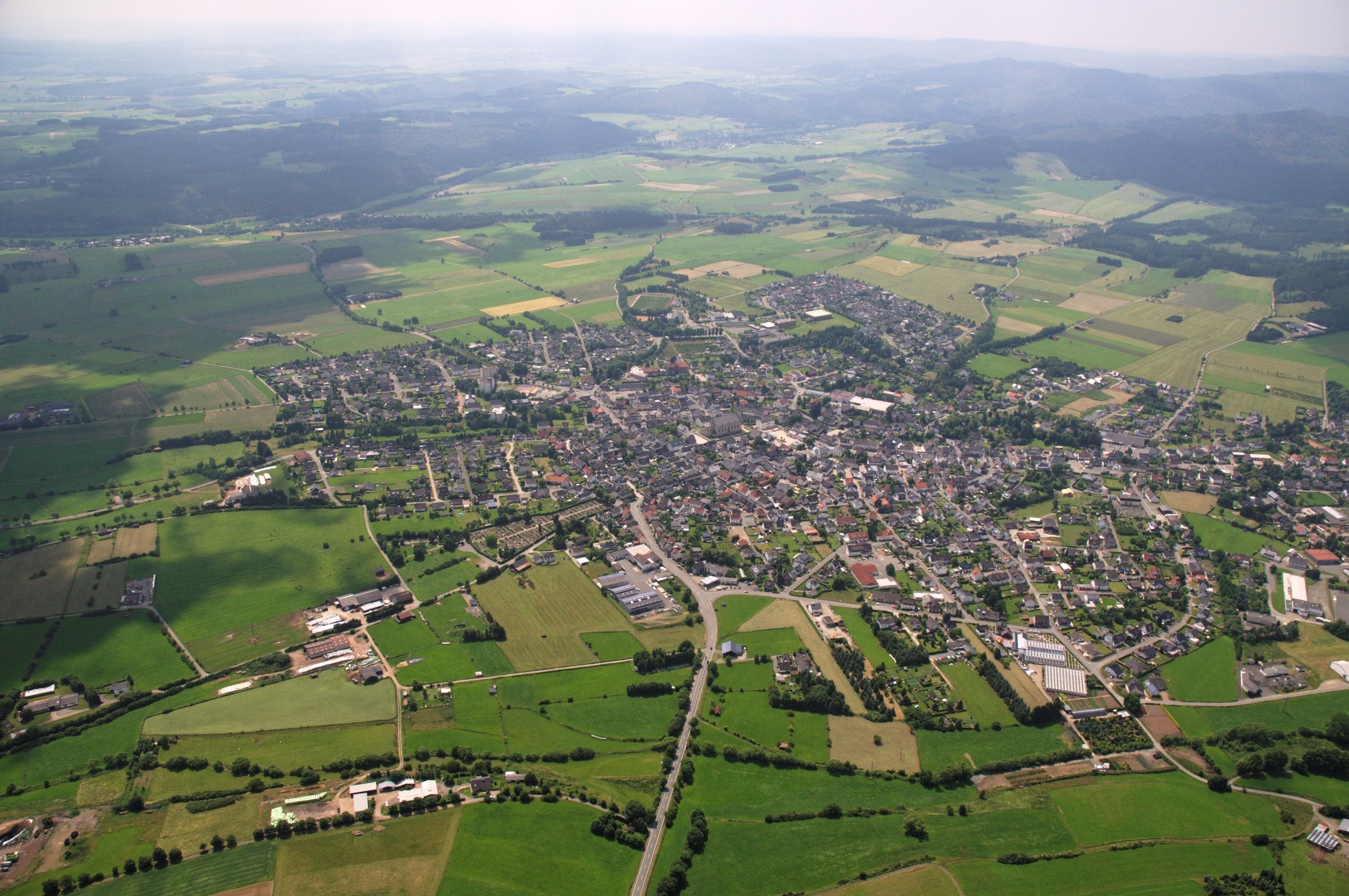
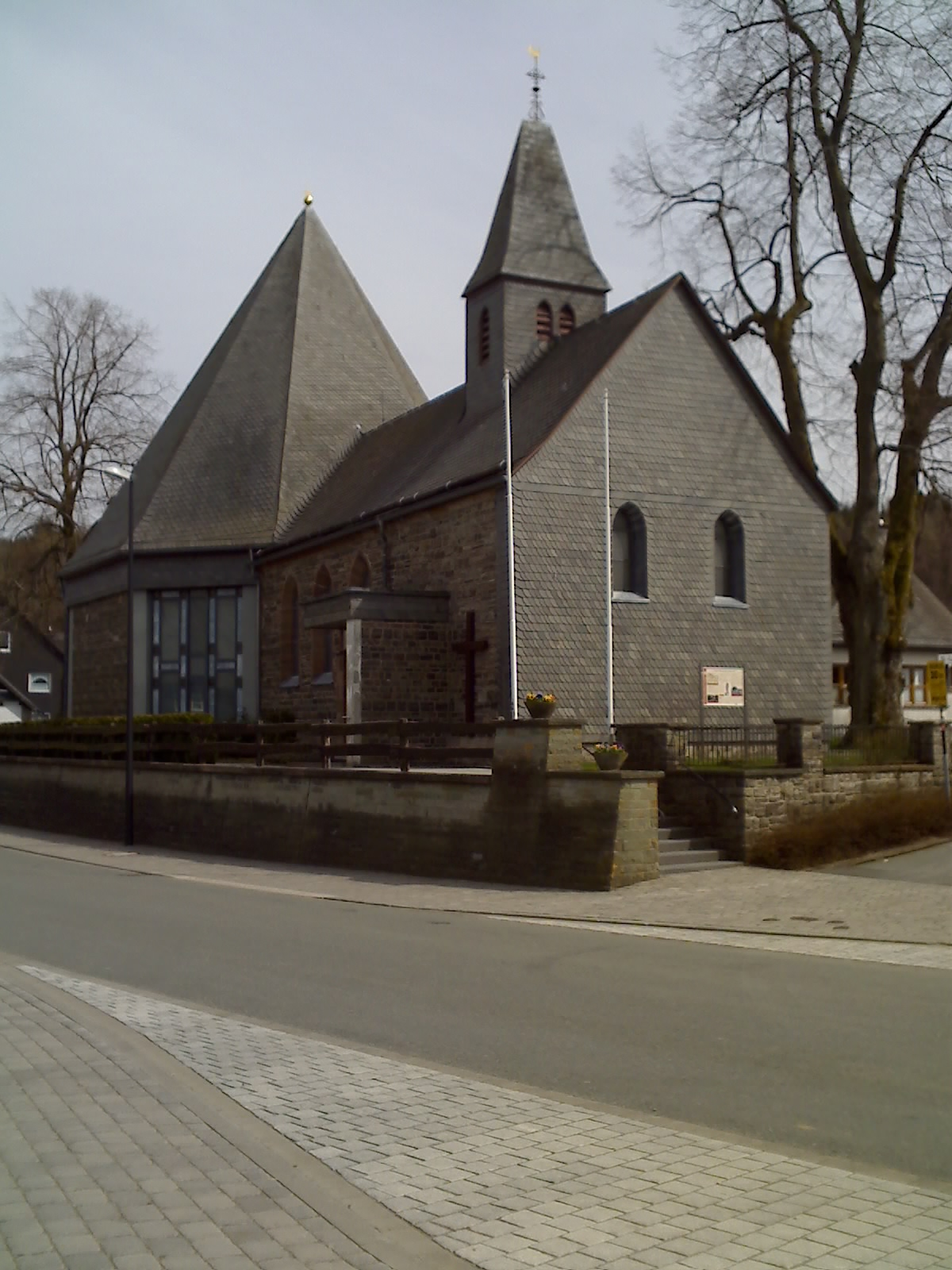
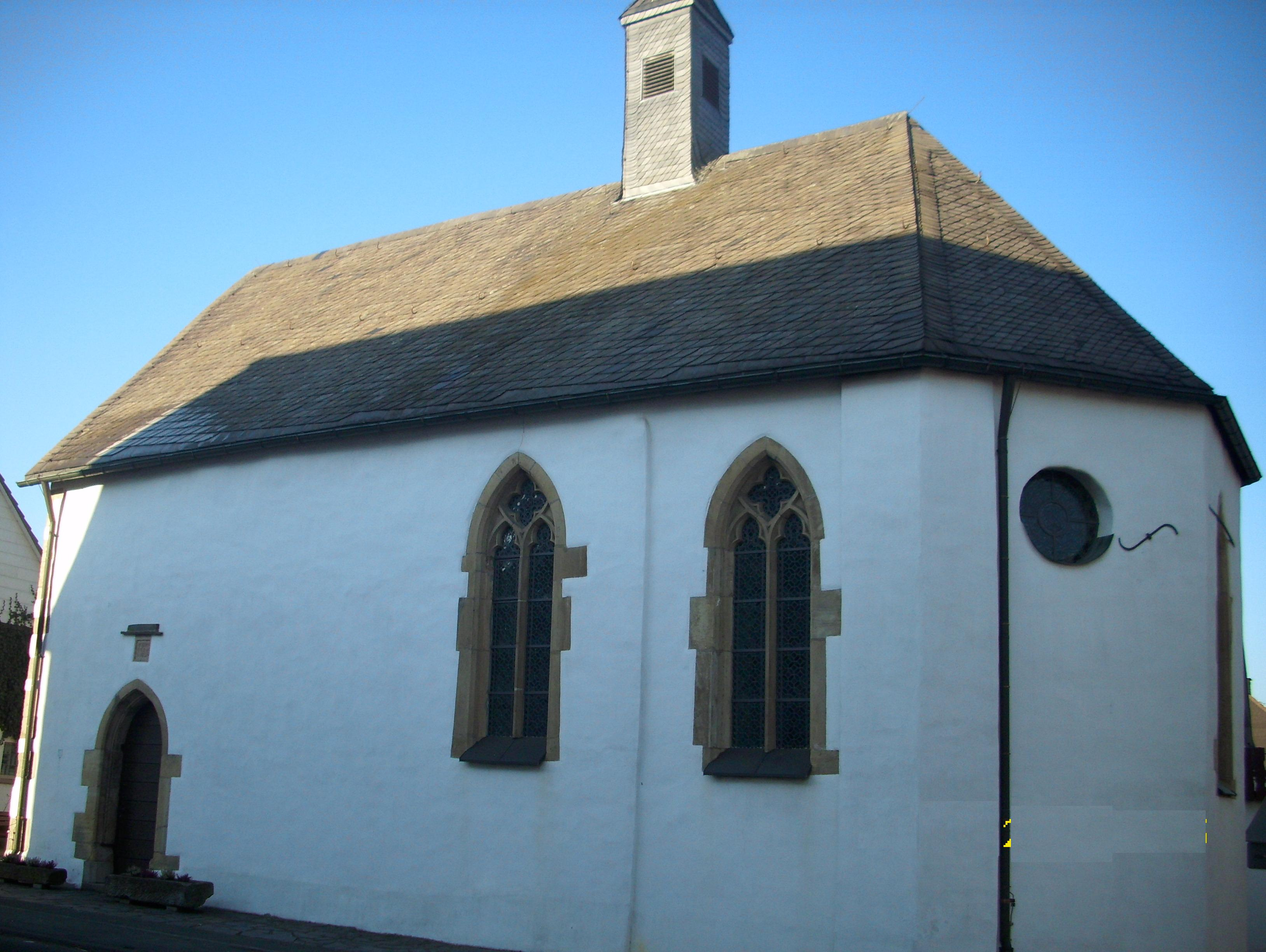
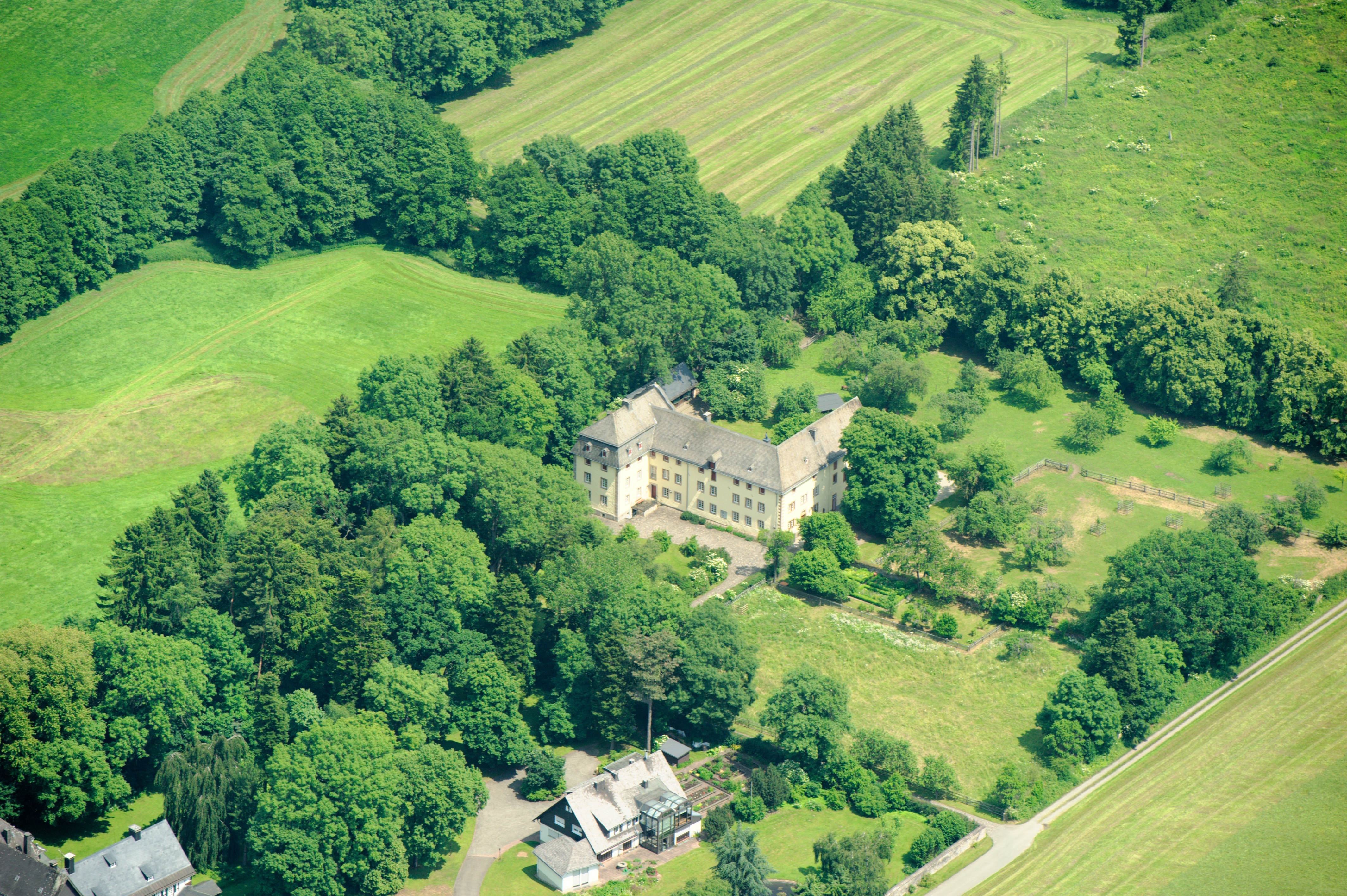
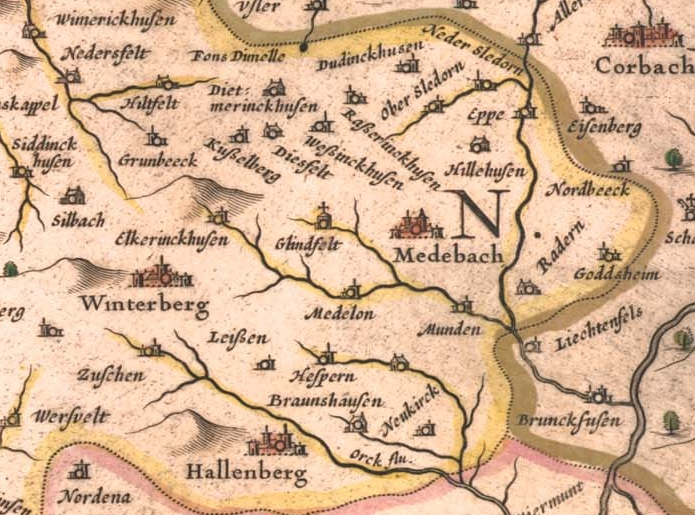
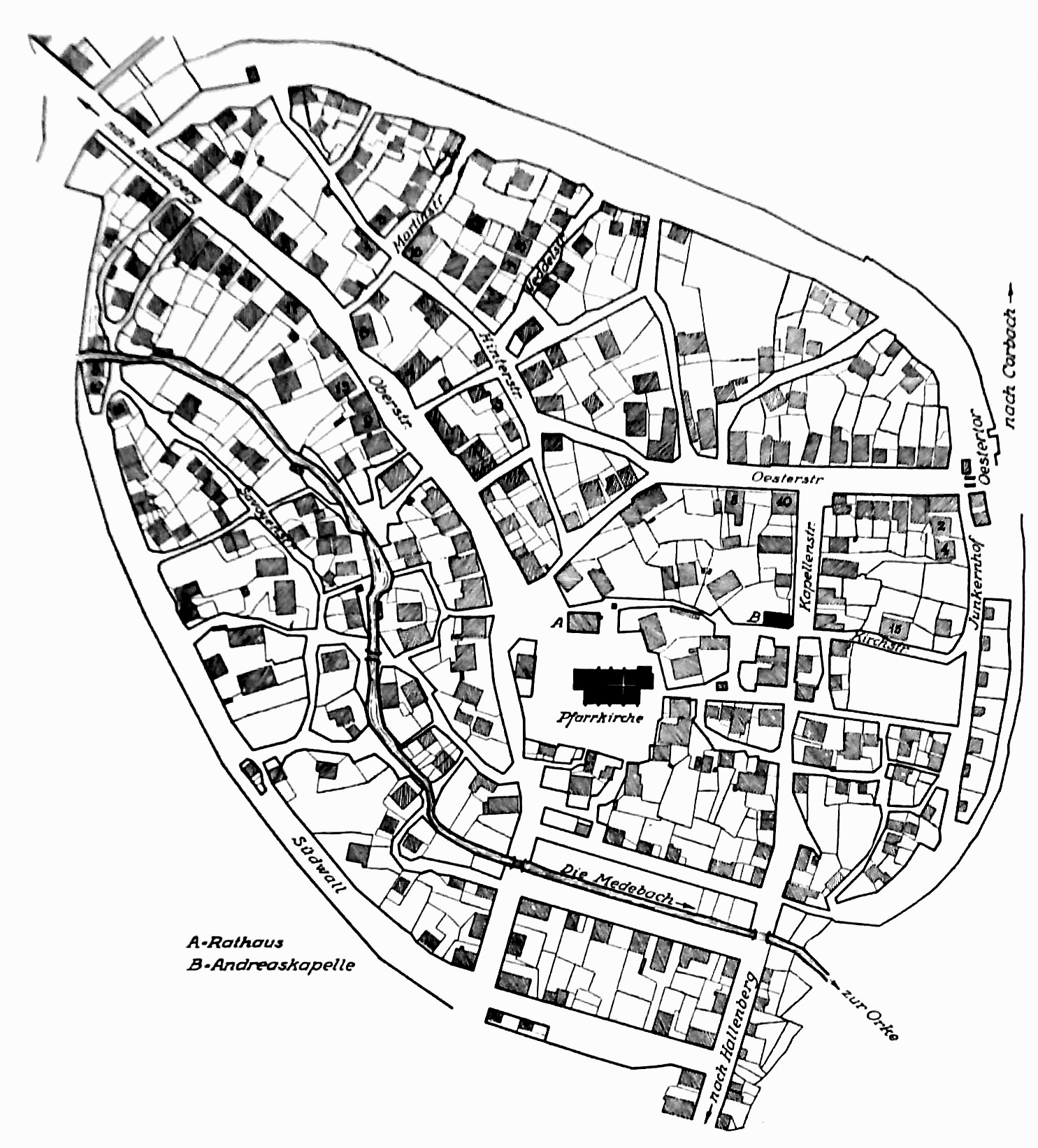

### Адміністративний поділ
Місто  складається з 11 районів:
- Медебах
- Берге
- Дайфельд
- Драйслар
- Дюдінггаузен
- Кюстельберг
- Меделон
- Обершледорн
- Реферінггаузен
- Тітмарінггаузен
- Віссінггаузен